# Aleksandr Makarenko
Bản mẫu:Eastern Slavic name
Aleksandr Aleksandrovich Makarenko (tiếng Nga: Александр Александрович Макаренко; sinh ngày 4 tháng 2 năm 1986 ở Novosibirsk) là một cầu thủ bóng đá người Nga. Anh thi đấu cho FC Sibir Novosibirsk.
Anh có màn ra mắt tại Giải bóng đá ngoại hạng Nga năm 2005 cho F.K. Saturn Ramenskoye.